# سداسي كربونيل الكروم
سداسي كربونيل الكروم مركب كيميائي له الصيغة C6CrO6، والتي يمكن كتابتها على الشكل Cr(CO)6، ويكون على شكل بلورات عديمة اللون. وهو معقد كربونيل يتألف من ذرة الكروم يحيط بها ست ربيطات من الكربونيل بشكل تساندي، ويكون عدد الأكسدة للكروم في هذا المعقد صفر.

## الخواص
- سداسي كربونيل الكروم غير منحل في الماء، لكنه ينحل في ثنائي إيثيل الإيثر، والكلوروفورم، وثنائي كلورو الميثان.
- تكون بنية المعقد ثمانية الوجوه ويكون طول الروابط Cr-C و C-O فيه 1.92 و 1.17 Å على الترتيب.[4]
- عندما يسخن المعقد أو يتفكك ضوئياً في وسط من رباعي هيدرو الفوران THF فإنه يفقد إحدى ربيطات الكربونيل ويتحول إلى (Cr(CO)5(THF. يحدث الأمر كذلك باستعمال محلات عطرية مثل البنزين أو التولوين أو الأنيسول حسب المعادلة العامة:

Cr(CO)6 + C6H5R → Cr(CO)3(C6H5R) + 3 CO

## الاستخدامات
يستخدم في الكيمياء العضوية مخبرياً من أجل تحضير مركبات الكربين. فعند إضافة مركبات الليثيوم العضوية RLi إلى المعقد نحصل على معقدات أسيل أنيونية،  والتي تتفاعل مع رباعي فلوروبورات ثلاثي إيثيل الأكسونيوم (ملح ميرفاين) +Me3O لتشكل OC)5Cr=C(OMe)R) ، والتي هي مثال عن معقدات فيشر الكربينية.

## المخاطر
سداسي كربونيل الكروم مركب سام، ويعتقد أنه مسرطن. يبلغ ضغط البخار 1 مم زئبقي عند الدرجة 36 °س  والتي تعد مرتفعة بالنسبة لمعقد.